# Georg Reutter
Georg Reutter (Viena, Àustria, 6 d'abril de 1708 - 11 de març de 1772) fou un músic austríac.
El 1727 va compondre un oratori, Abel, i una òpera, Archidamia, per la cort, però fins quatre anys més tard no va rebre el títol de compositor de la cort. Succeí al seu pare com a mestre de capella de la catedral de Sant Esteve i després de la cort, els primers anys en col·laboració amb Pradesi i des del 1757 restà sol. Junt amb Antonio Bertali contribuí a fundar l'escola vienesa de música.
És autor de 31 òperes i serenates, 9 oratoris, gran nombre de cantates, misses, motets, etc. Una simfonia en quatre temps de Reutter va aparèixer en el volum Deukmaler der Tonkunst in Oesterreich.
Com a mestre de capella gaudí de la trista reputació d'haver rebaixat considerablement el nivell de les execucions; s'ha de consignar en el seu descàrrec que el pressupost de música s'havia disminuït molt en aquell temps.

## El seu pare
També de nom Georg, havia nascut a Viena el 1656 i mort en la mateixa ciutat el 29 d'agost de 1738; de 1697 a 1703 fou tocador de tiorba de la capella de la cort, després organista i segon mestre i més tard, el 1715, primer mestre de la catedral de Sant Esteve.
Des del 1700 també desenvolupava la funció d'organista de la cort i cambra imperial. En el volum XIII, 2a, del Denkmaler der Tonkunst in Osterreich si contenen 6 capricis, 6 cançons, fuga, ricercare i tocata per a piano i per a orgue d'aquest autor.